# Матч трёх городов

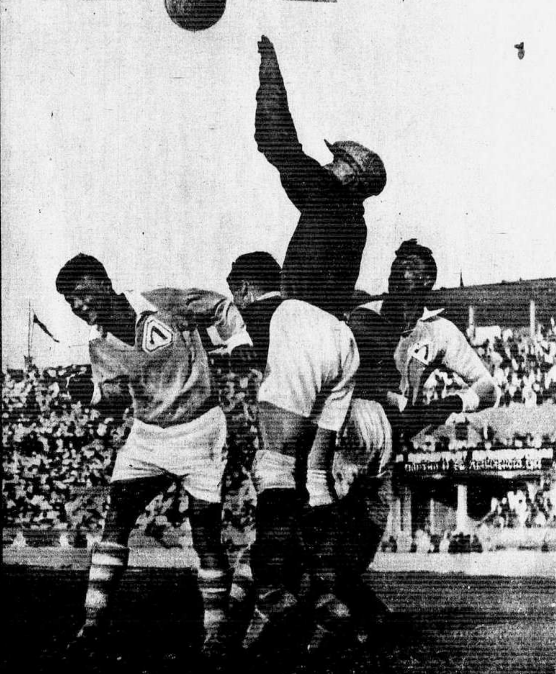
1934 Матч трёх городов. Ленинград - Москва

Матч трёх городов — популярный в конце 1920-х — середине 1930-х годов в СССР футбольный турнир, проходивший в рамках одноименного ежегодного мультиспортивного соревнования (носившего в те времена название «матч») между сборными командами крупнейших городов СССР. 
Хотя в реальности в разные годы в этом соревновании участвовало разное число команд (от двух до семи), наибольшую известность получили матчи периода 1931 — 1934 годов с участием сборных «трех столиц» — Москвы, Ленинграда и Харькова, которые и дали устоявшееся в отечественной футбольной истории название этому турниру. Футбольные сборные команды этих трех городов занимали доминирующее положение в советском футболе тех лет, поэтому данный турнир считался своеобразным «элитарным чемпионатом СССР», хотя и не носил официального статуса (в те годы в СССР официальные соревнования по футболу проводились нерегулярно).

## Регламент
Матч проводился в период 1928 — 1936 летом в одном из городов-участников. Команды играли между собой в один круг. За победу команда получала 3 очка, ничью — 2, поражение — 1. В случае равенства очков у нескольких команд соответствующее место считалось разделённым между ними. 
В первых матчах 1928 — 1930 участвовали только сборные Москвы и Ленинграда. В 1931 году к ним добавилась команда Харькова и турнир приобрел свои классические очертания. В 1935 году соревнование было реорганизовано в «Матч четырех городов» (была добавлена сборная команда Киева), который был дополнен затем матчами с командами Закавказья и вошёл в историю как Чемпионат СССР по футболу 1935 (первая группа). В 1936 году запланированное число участников возросло до восьми — были приглашены Баку, Горький, Ростов и Тифлис (не приславший в конечном итоге на турнир футбольную сборную, и реально участвовали только семь команд).

## Турниры
| Год  | Дата             | Место проведения  | Победитель                      |
| ---- | ---------------- | ----------------- | ------------------------------- |
| 1928 | 30 июня          | Ленинград         | Ленинград                       |
| 1929 | 23 июня          | Москва            | Москва                          |
| 1930 | 21 июня          | Ленинград         | Москва Ленинград                |
| 1931 | 2—4 августа      | Москва            | Москва                          |
| 1932 | 26—28 июня       | Харьков           | Москва Харьков Ленинград        |
| 1933 | 26—30 августа    | Ленинград         | Москва                          |
| 1934 | 29 июня — 2 июля | Москва            | Москва                          |
| 1935 | 20—24 июня       | Киев              | Ленинград Москва                |
| 1936 | 26 июня — 1 июля | Ленинград Горький | Москва и Киев (финал не сыгран) |

## Турнир и чемпионаты СССР
Чемпионат СССР 1935 года явился развитием данного турнира, однако с 1936 года футбольное первенство стало разыгрываться по иному принципу (вместо сборных команд городов в нем участвовали клубные команды спортивных обществ). Тем не менее был запланирован на 1936 год  Матч восьми городов (в двух группах). Этот турнир уже не имел такого спортивного значения и не был окончен (не состоялся финальный матч победителей групп — сборных команд Москвы и Киева) ввиду загруженности календаря клубных и сборных команд.